# Tian Shan
42°02′N 80°07′Ø / 42.033°N 80.117°Ø
Tian Shan (kinesisk 天山, pinyin: Tiān Shān, betyder «himmelsk bjerg») er en bjergkæde i Centralasien, nord for ørkenen Taklamakan. De ligger i grænseområderne mellem Kasakhstan, Kirgisistan og Kina. 

## Verdensarv fra 2013
I 2013 udpegede UNESCO den østlige del af  Tian Shan  i den kinesiske region Xinjiang  som verdensarv.  Den vestlige del i  Kazakhstan, Kirgisistan, og Uzbekistan blev optaget på listen i  2016.

## Bjergene
Tian Shans højeste bjerg er Pik Pobedy (russisk: Пик Победы, dansk: ~ sejrstoppen) som er 7.439 moh. og dermed er Kirgisistans højeste bjerg.
Torugartpasset på 3.752 moh. ligger på grænsen mellem den kinesiske Xinjiang-provins og Kirgisistan.